# Leopoldo O’Donnell

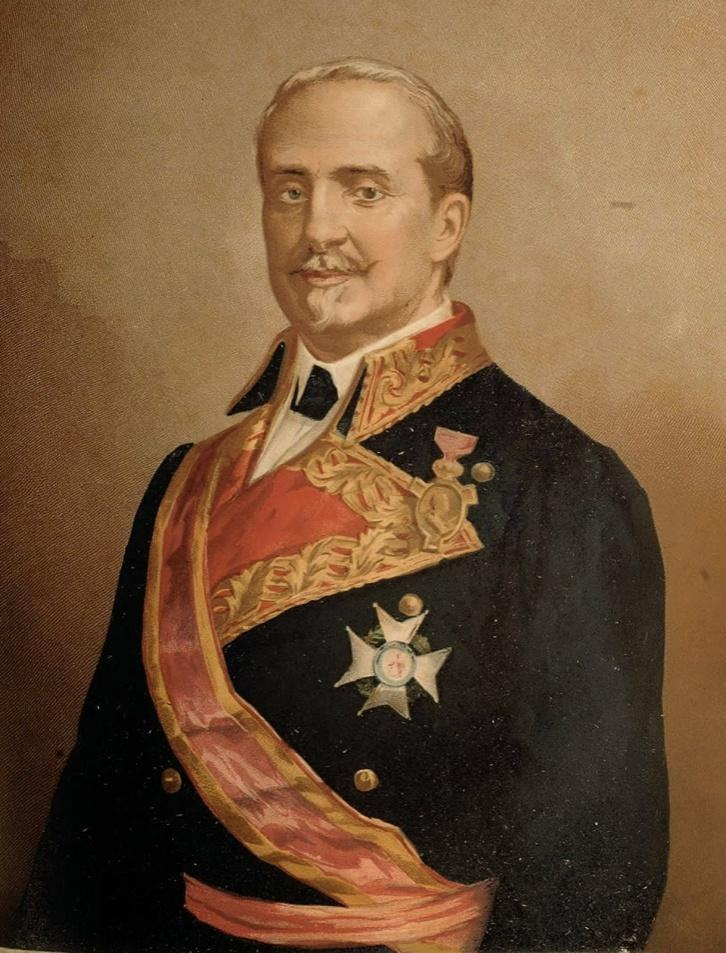
Leopoldo O’Donnell

Leopoldo O’Donnell y Jorris (* 12. Januar 1809 in Santa Cruz de Tenerife; † 5. November 1867 in Biarritz) war ein spanischer General und Politiker. Er war mehrfach spanischer Ministerpräsident. Seit 1839 trug er den Titel Graf von Lucena, seit 1860 Herzog von Tetuán.

## Leben
Leopoldo entstammte dem alten irischen Geschlecht der O’Donell. Er war der Sohn von Carlos O’Donnell y Anethan (1772–1830), und der Josefa Jorris y Casaviella. Er machte zunächst eine militärische Karriere.

### Erster Karlistenkrieg und Regentschaft Esparteros
Ab 1833 kämpfte er im ersten Carlistenkrieg auf der Seite der Witwe Ferdinands VII. Maria Christina, die im Namen ihrer Tochter Isabella II. die Regentschaft ausübte. Im Jahr 1839 wurde O’Donnell im Alter von 30 Jahren zum Generalkapitän von Aragonien, Valencia und Murcia ernannt. Im Rahmen dieses Amtes leitete er Militäraktionen gegen die carlistischen Truppen. Für seine Leistungen bei den Kämpfen um den Ort Lucena del Cid (heute in der Provinz Castellón) wurde er mit dem Titel eines Grafen von Lucena geehrt und zum Generalleutnant befördert.
Nach dem Ende des ersten Carlistenkrieges und der Ernennung Esparteros zum Ministerpräsidenten im Jahr 1840 lebte er eine Zeit lang in Frankreich, dann wieder in Spanien, wo er nach der Übernahme der Regentschaft durch Baldomero Espartero 1841 in Pamplona einen vergeblichen Aufstand zu Gunsten Maria Christinas unternahm, die sich mittlerweile im Exil befand.

### La Década Moderada (Das Jahrzehnt der Regierung der Moderados)
Nach dem Sturz Esparteros als Regent im Jahr 1843 kehrte O’Donnell nach Madrid zurück und wurde 1843 zum Generalkapitän von Kuba ernannt. 1848 wurde er von dem Posten abberufen.
Bereits 1845, während seiner Zeit in Kuba, war er von der Königin zum Senator auf Lebenszeit ernannt worden. Nach seiner Rückkehr nach Madrid nahm er ab Dezember 1848 sein Mandat wahr.
Im Jahr 1848 wurde er zum Generaldirektor der Militärakademie der Infanterie in Toledo ernannt. Diesen Posten bekleidete er bis 1851.

### El Bienio Progresista (Die zwei Regierungsjahre der Progressisten)
Ende Juni 1854 wurde O’Donnell eine der führenden Personen in den gegen die Regierung der Moderados und gegen den Einfluss der Kamarilla gerichteten Aufständen, die in Spanien als Vicalvarada bekannt wurden. Nachdem bereits im Februar 1854 in Saragossa und im Juni in einigen anderen Städten Erhebungen stattfanden, veröffentlichte O’Donnell am 6. Juli 1854 das Manifiesto del Manzanares, in welchem er die Forderungen zusammenfasste: Erhaltung der Monarchie aber ohne den Hofstaat, Einhaltung und Erweiterung der Grundrechte, besonders des Wahlrechts und der Pressefreiheit, Senkung der Steuern, gestützt auf eine wirtschaftsorientierte Politik, gerechte Personalentscheidungen in der öffentlichen Verwaltung und im Militär, mehr Selbstverwaltungsrechte für die Gemeinden gegen die Zentralisierung der Verwaltung, Aufstellung und Unterhalt einer Nationalmiliz, d. h. die Bildung von örtlichen Reservekompanien aus der Bevölkerung. Das Pronunciamiento blieb in seiner Entwicklung stecken, weder konnten die Protestierenden ihre Forderungen durchsetzen noch konnte die Regierung die Proteste unterdrücken. Erst als die Progressisten unter der Leitung von General Espartero sich der Erhebung anschlossen, sah sich Königin Isabella II. Ende Juli 1854 gezwungen, Espartero zum Ministerpräsidenten und O’Donnell zum Kriegsminister zu ernennen. Das Parlament wurde aufgelöst und im Oktober wurden neue Cortes, entgegen den Bestimmungen der Verfassung von 1845, in der Form eines Einkammerparlaments als Verfassungsgebende Versammlung gewählt. O’Donnell kandidierte für diese Cortes und wurde am 4. Oktober 1854 im Wahlkreis Valencia gewählt. Die Politik des Bienio Progresista ist vor allem wegen der wirtschaftspolitischen Entscheidungen, der Desamortización de Madoz, der Gesetze über den Eisenbahnbau und der Neuordnung des Bankwesens von Bedeutung. Die Erweiterung der Freiheitsrechte sollte durch die neue Verfassung erreicht werden. Diese Verfassung wurde nicht in Kraft gesetzt.

### El Bienio Moderado (Die zwei Regierungsjahre der Moderados)
Verschiedene Aufstände im ganzen Land, die teilweise von den örtlichen Milizen unterstützt wurden, veranlassten die Königin im Juli 1856, O’Donnell zum Ministerpräsidenten zu ernennen. Da er nicht über eine Mehrheit im Parlament verfügte, ließ er die Cortes durch die Königin auflösen. Damit wurde die Debatte über eine neue Verfassung ohne Ergebnis abgebrochen. Die Verfassung von 1845 wurde mit einigen durch kein Parlament beschlossenen Änderungen per Dekret wieder in Kraft gesetzt. Eine Meinungsverschiedenheit zwischen der Königin und O’Donnell waren 1856 Anlass für seinen Rücktritt. Die Königin ernannte daraufhin Ramón María Narváez zum Ministerpräsidenten. Die Neuwahlen der Cortes im März 1857 brachten eine überwältigende Mehrheit der Moderados, der Partei des Ministerpräsidenten. Die neue Regierung ging daran, die in den zurückliegenden zwei Jahren erlassenen Gesetze rückgängig zu machen. Dies betraf außer den Gesetzen, die das Verhältnis zur Kirche betrafen, besonders die Regelungen im Bereich der Selbstverwaltung der Städte (Ayuntamientos) und Provinzen (Diputaciones provinciales).

### El Gobierno Largo (Die lange Regierung der Liberalen Union)
Bereits im Jahr 1854 hatte O’Donnell versucht, Politiker der verschiedenen Richtungen des spanischen Liberalismus zusammenzubringen. Ab 1858 vereinigte er in der von ihm geleiteten Unión Liberal sowohl eher progressistisch als auch eher moderat eingestellte Politiker mit dem Ziel, ein Gleichgewicht zwischen den von den Progressisten geforderten größeren Freiheiten und der von den Moderados verlangten Ordnung zu schaffen. Am 30. Juni 1858 stellte er ein neues Kabinett zusammen, in welchem er als Ministerpräsident auch das Kriegsministerium und das Ministerium für die überseeischen Gebiete übernahm. Dieses Kabinett blieb bis Januar 1863 im Amt. O’Donnell war damit der Ministerpräsident, der während der Regierungszeit Isabellas II. die längste Zeit ununterbrochen amtierte.

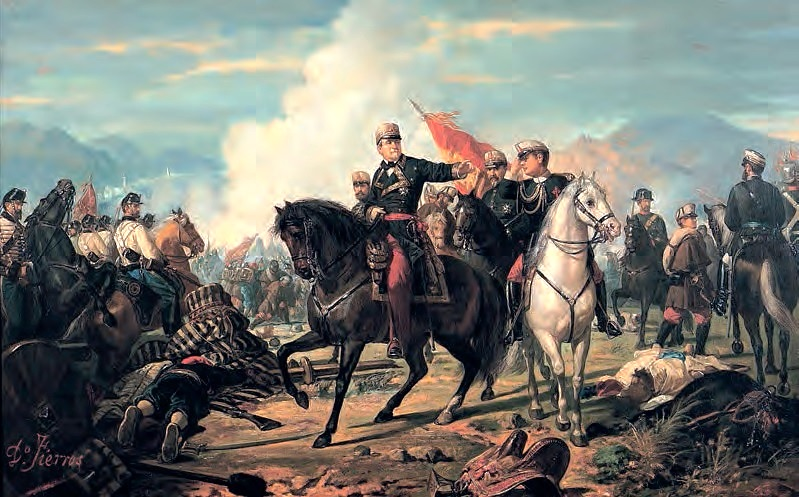
Schlacht von Tetuán

Seine Anwesenheit in Madrid wurde allerdings durch den Spanisch-Marokkanischen Krieg unterbrochen, ohne dass er von dem Amt des Ministerpräsidenten zurücktrat. O’Donnell selbst übernahm den Oberbefehl über die spanischen Truppen. Die Einnahme Tetuans führte zu einem Abkommen mit dem Sultan von Marokko, durch welches der Krieg vorerst beendet wurde. Für seine Leistungen während dieses Krieges verlieh die Königin O’Donnell den Titel Herzog von Tetuán.
Da die Königin dem Verlangen O’Donnells nach Neuwahlen der Cortes nicht nachkommen wollte, trat er 1863 von dem Amt zurück. Nach Manuel Pando Fernández de Pinedo, Lorenzo Arrazola García und Alejandro Mon Menéndez wurde am 16. September 1864 wieder Ramón María Narváez Campos zum Ministerpräsidenten ernannt.

### Das letzte Kabinett O’Donnell

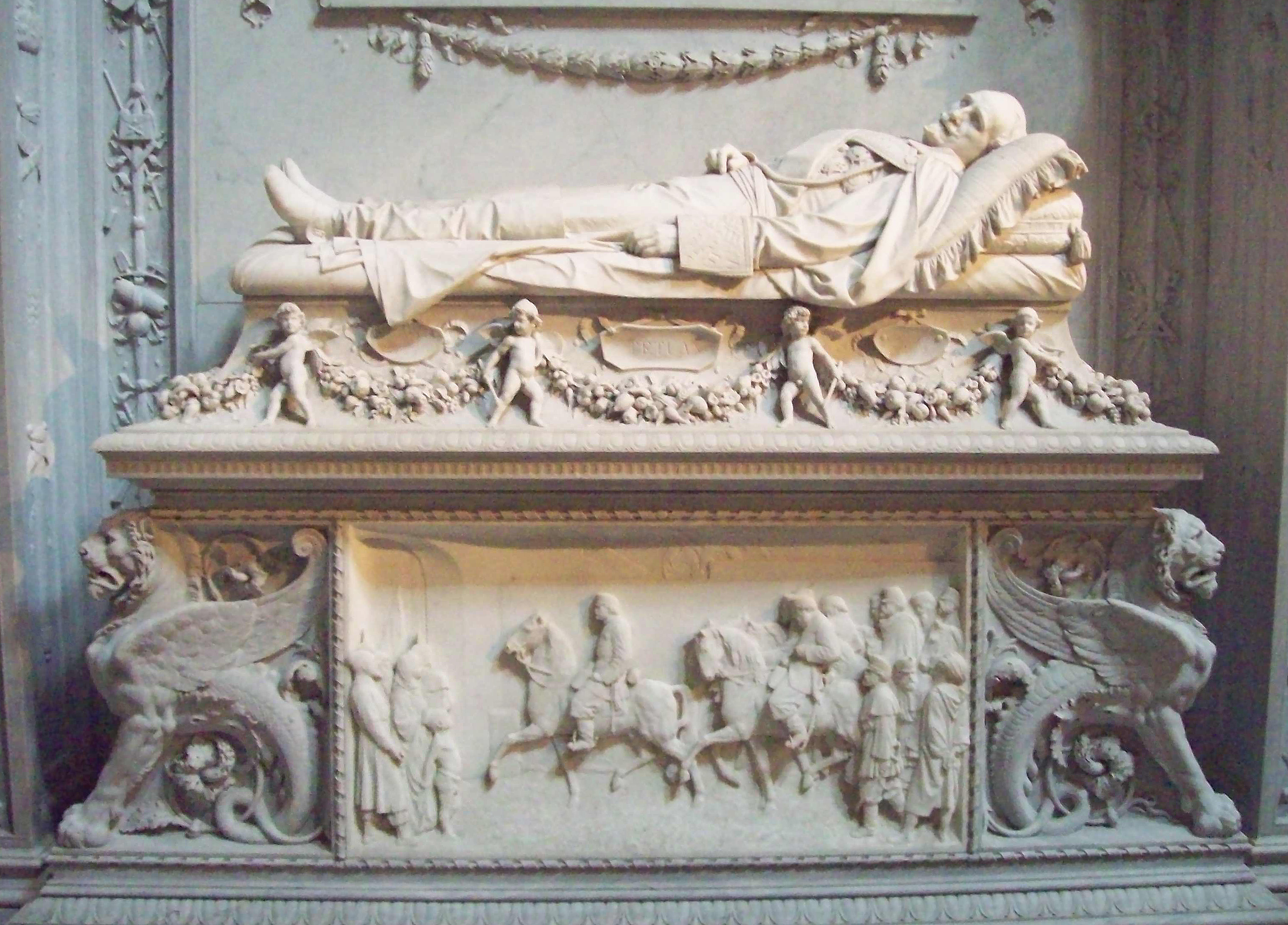
Mausoleum von O’Donnell in Madrid

Nach Studentenunruhen am 10. April 1865 (Noche de San Daniel) in Madrid, die von der Guardia Civil und dem Militär mit besonderer Härte niedergeschlagen worden waren, und der Reaktion der Öffentlichkeit auf diese Vorgänge verlor Narváez den Rückhalt beim Militär. Die Königin zog es vor, Narváez gegen O’Donnell auszutauschen, der am 21. Juni 1865 zum Ministerpräsidenten ernannt wurde.
Am 22. Juni führte eine von Progressisten und Demokraten unterstützte versuchte Meuterei in der Kaserne San Gil zu Straßenschlachten zwischen den Meuterern und königstreuen Truppen in Madrid. Die Königin verlor das Vertrauen in die Regierung O’Donnell und ernannte am 16. Juli 1866 wieder Narváez zum Ministerpräsidenten.

### Tod
Am 5. November 1867 starb O’Donnell in Biarritz, wo er sich aus gesundheitlichen Gründen aufhielt. Nachfolger als Herzog von Tetuán wurde sein Neffe Carlos O’Donnell y Álvarez de Abreu (1834–1903), 2. Herzog von Tetuán, 2. Graf von Lucena und 9. Markgraf von Altamira, der Sohn seines Bruders Carlos O’Donnell y Jorris und seiner Frau María del Mar Álvarez de Abreu y Rodríguez de Albuerne.